# Teresa Stanek
Teresa Stanek (Kielce, 13 de octubre de 1929 - Varsovia, 5 de septiembre de 2023) fue una militar polaca.

## Biografía
Miembro del Ejército Nacional de Polonia. Después de la guerra, estudió arqueología clásica y prehistoria polaca. Trabajó para las editoriales Czytelnik y PWN, donde en 1980 fue elegida vicepresidenta de NSZZ Solidaridad.
Fue miembro durante treinta años y Presidenta de la Asociación Mundial de Soldados del Ejército Nacional desde 2021. Durante la guerra, estuvo en las filas grises. Adoptó el nombre en clave Mitsuko. Participó en participó activamente en el servicio médico, enlace, distribución y transmisión de informes militares. Coorganizó conciertos, veladas de poesía y encuentros con escritores escondidos en Kielce.

## Premios
- 2015, Orden Polonia Restituta.
- 2009,  Destinatarias de la Cruz de Oro al Mérito (Polonia).
- Destinatarias de la Cruz del Ejército Nacional de Polonia.
- Insignia Conmemorativa de Acción Burza.
- Insignia de Oro de las Filas Grises.
- Medalla Pro Memoria.
- medalla Pro Patria.